# 에스타디오 오 코우토
에스타디오 오 코우토(스페인어: Estadio de O Couto)는 스페인 갈리시아주 오우렌세도 오우렌세에 위치한 축구장이다. 1948년 8월 29일에 에스타디오 데 호세 안토니오(Estadio de José Antonio)라는 이름으로 설립되었다.